# George Warrender
Sir George John Scott Warrender di Lochend, VII baronetto (Edimburgo, 31 luglio 1860 – Londra, 8 gennaio 1917), è stato un ammiraglio scozzese.

## Biografia
Warrender era il figlio di George Warrender, e di sua moglie, Helen Purves-Hume-Campbell.

## Carriera
Si unì alla Royal Navy come cadetto nel 1873 a Dartmouth. Nel 1878 fu un interprete francese nel 1878. Ha servito nella Guerra anglo-zulu nel 1879 come cadetto sulla corvetta HMS Boadicea. Nel 1880 fu promosso a tenente, specializzandosi nell'artiglieria.
Era un ufficiale del personale del HMS Excellent (1884-1885), sottotenente sull'incrociatore HMS Amphion dall'11 dicembre 1888 al servizio della Pacific Station It listed her commissioned and warrant officers as follows:. È stato promosso a comandante nel 1893. Comandò il yacht reale HMY Victoria and Albert II (1896-1899).
Fu nominato capitano il 13 maggio 1899. Combatté nella Ribellione dei Boxer nel 1900 come capitano e comandante della HMS Barfleur (1899–1902). Egli era capitano della HMS Lancaster nel Mediterraneo (1904-1905) e della HMS Carnarvon dal 1905.
Fu aiutante di campo di Edoardo VII (1907-1908) e il 2 luglio 1908 fu promosso contrammiraglio. Prestò servizio come comandante in capo dell'East Indies Station (1907-1909). Divenne comandante del 2nd Battle Squadron (1910-1912), con la nuova corazzata HMS King George V (1912-1915). Fu promosso a vice ammiraglio il 4 giugno 1913.
Nel giugno del 1914, poco prima dello scoppio della prima guerra mondiale, il suo squadrone ha visitato il porto navale tedesca di Kiel, durante la regata annua frequentata dal Kaiser Guglielmo II. L'obiettivo era quello di mostrare le moderne navi britanniche e di controllare la flotta tedesca.
Durante il suo tour, un ufficiale tedesco, il tenente George von Hase, fu scelto per accompagnarlo e fargli da interprete. A Hase era stato richiesto di scrivere una relazione su Warrender e sugli altri ufficiali britannici e successivamente scrisse un libro che descriveva la visita. Egli descrisse Warrender come una persona calva e di bell'aspetto, con un volto aristocratico e raffinati occhi blu. Appariva padrone di sé ed era popolare tra i suoi uomini a causa della sua cura per le loro preoccupazioni. Warrender era sordo: a cena, seduto con il Kaiser però dal lato sordo, aveva difficoltà a partecipare alla conversazione.
La moglie dell'ammiraglio lo ha accompagnato durante la visita, soggiornando a bordo del Hamburg-Amerika liner Viktoria Luise, che abitualmente era ormeggiata a Kiel in occasione della regata annuale. Questa nave è diventata il centro dell'alta società per l'occasione. Competizioni sportive sono state organizzate tra le squadre inglesi e quelle tedesche. Hase ha notato che i tedeschi hanno vinto la maggior parte degli eventi, fatta eccezione per il calcio.
Nel pomeriggio del 28 giugno arrivò la notizia dell'assassinio di Francesco Ferdinando d'Asburgo-Lorena, che era stato un amico dell'ambasciatore britannico in Germania, Edward Goschen.

### Prima guerra mondiale
Poco dopo la visita a Kiel, Warrender comandò la Grande flotta, quando una dichiarazione di guerra era considerata imminente. Warrender era considerato un buon ammiraglio in tempo di pace, ma la sua reputazione ne soffrì a causa della guerra. Il suo squadrone era considerato uno dei meglio addestrati della flotta.
Una delle navi al suo comando, HMS Audacious, affondò dopo aver colpito una mina durante un'esercitazione in mare nell'ottobre 1914. Comandò uno squadrone britannico di sei navi da battaglia, quattro incrociatori da battaglia, incrociatori e cacciatorpediniere, che tentarono di intercettare raid dell'ammiraglio Hipper.
Il Primo lord del mare fece sostituire Warrender per il suo scarso rendimento, ma Warrender era un amico dell'Ammiraglio John Jellicoe, che lo tenne al suo posto, in quanto aveva esperienza nel comando delle grandi flotte. A causa della sua sordità, che peggiorò, Warrender fu sostituito nel dicembre 1915. Egli divenne comandante in capo, Plymouth nel marzo 1916, ma si ritirò nel dicembre seguente a causa della sordità.

## Matrimonio
Sposò, il 6 febbraio 1894 a Londra, Lady Ethel Maud Ashley-Cooper, figlia di Anthony Ashley-Cooper, VIII conte di Shaftesbury. Ebbero tre figli:
- Violet Helen Marie Warrender (20 novembre 1896), sposò Alexander Pym, ebbero quattro figli;
- Victor Warrender, I barone Bruntisfield (23 giugno 1899-14 gennaio 1993);
- Harold John Warrender (15 novembre 1903-6 maggio 1953), sposò Constance Elizabeth Fowles, non ebbero figli.

## Morte
Morì l'8 gennaio 1917. Le sue ceneri vennero sepolte nella Chiesa dell'Annunciazione, a Londra.